# Černík
Černík (in ungherese Csornok) è un comune della Slovacchia facente parte del distretto di Nové Zámky, nella regione di Nitra.